# Irreconcilable Differences
Irreconcilable Differences es una película dramática estadounidense de 1984 dirigida por Charles Shyer y protagonizada por Ryan O'Neal, Shelley Long, Sharon Stone y Drew Barrymore. Fue un éxito moderado de taquilla, logrando recaudar la suma de 12 millones de dólares. Las actrices Shelley Long y Drew Barrymore fueron candidatas al Globo de Oro por su actuación en la cinta. 

## Sinopsis
La película empieza con la atención mediática rodeando la decisión de Casey Brodsky (Drew Barrymore) de divorciarse de sus padres y hacer que la ama de llaves, Maria Hernandez (Hortensia Colorado), sea elegida como la dueña legal de su custodia, lo que resulta en que sus padres, Albert (Ryan O'Neal) y Lucy (Shelly Long) Brodsky, sean traídos para hacerlos testificar en la corte sobre sus vidas personales. La mayoría de la película es presentada a través de flashbacks.
En una parada en Indiana en la noche del 20 de enero de 1973, el profesor de cine Albert Brodsky está caminando por el campo, donde es recogido por Lucy Van Patten, una mujer que tiene ambiciones para escribir libros, particularmente para niños, pero su novio "Bink", un hombre gruñón de la Armada, la reprime. Ella está deprimida por ser relegada a la vida de una esposa de un militar. Cuando conoce a Albert, Lucy sueltas sus inhibiciones, termina su compromiso con Bink, y se casa con Albert poco después.
La pareja se muda a California, donde Albert se acerca con un famoso productor de Hollywood, quien confía en él para filmar un libreto romántico que el productor ha rechazado por mucho tiempo. Cuando Albert sufre del bloqueo del escritor sobre el romance, Lucy le ayuda con sus habilidades como escritora. La película se vuelve un éxito en la taquilla y le otorga a Albert una nominación al Oscar al Mejor Director, pero el matrimonio entre Albert y Lucy se empieza a desmoronar, particularmente ya que Albert no fue capaz de acreditar a Lucy por el libreto y está frecuentemente viajando a lugares como Cannes, Francia, mientras deja que su hija estè al cuidado de Lucy o, más frecuentemente, de María, la ama de llaves. Cuando Albert ve a una mujer joven llamada Blake Chandler (Sharon Stone) trabajando en un local de hot dogs, él la lleva a casa y la recluta para su siguiente película, la cual es un éxito moderado. Cuando Lucy ve señales de que Albert está interesando en Blake más que por sólo su actuación, ella se divorcia de él, aproblemando a Casey. Albert se asegura de que Lucy tenga la custodia de Casey, mientras él vive en una mansión en Hollywood con Blake.
El punto de ebullición ocurre cuando Lucy, enfadada ante la procrastinación de Albert en pagar la pensión infantil, y ante la vista de una mujer obesa comprando en el supermercado el mismo tipo de comida que ella come, huye a casa y canaliza su ira escribiendo una novela donde cuenta todo. Mientras tanto, los productores de Albert le advierten a él que no intente hacer un remake de Lo que el viento se llevó, al cual nombra Atlanta, pero Albert ignora sus advertencias, y el presupuesto de su película se dispara, principalmente por su actitud perfeccionista y la mediocre voz de Blake como cantante, y su comportamiento de diva en el set. Atlanta se vuelve un humillante fracaso de taquilla, costándole a Albert cualquier empleo en Hollywood y provocando que Blake le abandone. Mientras tanto, la novela de Lucy se vuelve un éxito, permitiéndole comprar la ex-mansión de Albert y mudarse a la misma, mientras se transforma en una diva.
En una confrontación final, Albert y Lucy pelean en frente de Casey por su custodia, lo que degenera en una batalla de fuerza, literalmente, ambos tirando de cada brazo de Casey, ignorando sus dolidas protestas. Finalmente, Casey se harta y decide divorciarse de ambos padres.
La película regresa a la corte, donde Casey da su testimonio en el que solo porque dos padres ya no se amen, eso no les da el derecho de ignorar a sus hijos. Albert y Lucy quiebran en llanto. Maria es otorgada con la custodia de Casey.
La película finaliza meses después con Casey viviendo con Maria y su familia. Albert parece estar mejor ahora, teniendo un modesto pero constante trabajo como director de comerciales de televisión y sitcoms, y está siendo considerado dirigir una película B, y Lucy ha regresado a su personalidad más humilde. Ambos llegan a la casa de Maria para visitar a Casey al mismo tiempo por error, y los tres deciden ir a comer en un restaurante familiar, sugiriendo ahora que una relación más tranquila, aunque decididamente más agridulce, exista entre ellos.

## Reparto
- Ryan O'Neal: Albert Brodsky
- Shelley Long: Lucy Van Patten Brodsky
- Drew Barrymore: Casey Brodsky
- Sam Wanamaker: David Kessler
- Allen Garfield: Phil Hanner
- Sharon Stone: Blake Chandler
- Beverlee Reed: Dotty Chandler
- Hortensia Colorado: María Hernández
- David Graf: Bink